# Sonia Rivera-Valdés
Sonia Rivera Valdés (La Habana, Cuba; 1937) es una narradora, crítica, organizadora cultural y profesora universitaria de origen cubano que desde los años sesenta reside en Nueva York. Es también fundadora de la organización cultural, sin fines de lucro, LART (Latino Artists Round Table). Esta organización ha sido instrumental para el intercambio entre escritores, artistas, críticos y teóricos de Nueva York y de otras áreas de los Estados Unidos, el Caribe y argentima

## Biografía
Sonia Rivera-Valdés pertenece a ese gran grupo de cubanos que emigraron en los años sesenta del siglo veinte, a raíz del triunfo de la Revolución Cubana. Durante poco más de diez años vivió en Puerto Rico para trasladarse luego a Estados Unidos, donde reside actualmente. Como otros autores, su obra ha estado marcada por la biculturalidad, con un estilo directo y facilidad para transmutar en ficción aspectos un tanto incomprensibles y desconcertantes de la realidad. En 1997 recibió el Premio Extraordinario de Literatura Hispánica en Estados Unidos convocado por Casa de las Américas con su libro de relatos Las historias prohibidas de Marta Veneranda en el que destaca el reflejo del erotismo en sus variantes más insospechadas y la constante presencia de personajes del entorno latino.
Ha participado en eventos sobre la narrativa escrita por mujeres del área caribeña tanto en Estados Unidos como en Cuba.

## Obra publicada
- Las historias prohibidas de Marta Veneranda. Fondo Editorial Casa de las Américas. 1998.
- Historias de mujeres grandes y chiquitas. Editorial Oriente.
- Cuéntame una historia: seis que pueden ser novela. Fondo Editorial Casa de las Américas.
- Las historias prohibidas de Marta Veneranda. Cuentos. Spanish Edition. Siete Cuentos (Seven Stories Press) 2003. ISBN-10: 1583220534
- The Forbidden Stories of Marta Veneranda. Seven Stories Press. 2000  ISBN-13: 978-1583220474
- Rosas de Abolengo (Spanish Edition). Editorial Campana. 2011. ISBN-10: 1934370231
- Historias de Mujeres Grandes y Chiquitas (Spanish Edition). Editorial Campana. 2003. ISBN-10: 0972561102
- "De verdad verdad, ?por qué te fuiste de Cuba?". Esta puente, mi espalda. Voces de mujeres tercermundistas en los Estados Unidos. Moraga, Cherrie y Ana Castillo, eds. Editorial "ismo". 1988. (p 125).